# 박규
박규(朴葵, ? ~ 1437년 4월 12일)는 조선 전기의 문신이다. 본관은 반남이다. 음서로 관직에 올랐으며, 세종대왕은 그를 관찰사 등의 직책에 임명했다.
1425년(세종 7년) 판통례문사 재직 중 도총제 이순몽의 집에서 열린 술잔치에 참여한 일로 논핵당하기도 했고, 1429년 황해도관찰사, 동지총제를 역임했다. 1433년 평안도관찰사로 재직 중 야인(野人)들의 변방 노략질을 막지 못하여 전라도 함열(咸悅)로 유배되었으며, 처숙모 변씨와의 노비문서 문제로 맞소송을 걸었다가 형조의 탄핵을 받기도 했다. 뒤에 석방되고, 1436년 경상도관찰사로 발령받았다.

## 생애
증조부는 고려 밀직부사 박수(朴秀)이고 조부는 판전교시사 박상충(朴尙衷)이며, 아버지는 고려말 조선초기의 문신으로, 왕자의 난에 이방원을 도운 공으로 좌명공신이 된 금천 부원군(錦川府院君) 평도공(平度公) 박은(朴訔)이고, 어머니 장흥주씨(長興周氏)로 전법판서(典法判書)를 지낸 주언방(周彦邦)의 딸이다. 좌익공신 박강 등은 그의 동생이다.
음보(蔭補)로 관직에 출사했다. 1419년(세종 1년) 12월 7일 중군 동지총제(中軍同知摠制)에 임명되고, 1422년 5월 9일 부친상을 당했다.
1425년 12월 22일 판통례문사(判通禮門事)로 재직 중, 도총제(都摠制) 이순몽(李順蒙) 외 48인과 함께 이순몽의 집에서 술잔치를 벌인 일로 사헌부의 탄핵을 받았으나, 공신의 적장자손들이 많다는 이유로 세종대왕이 특별히 사면하였다. 1426년(세종 8년) 7월 6일 형조 참의(刑曹參議), 1427s년 10월 7일 호조 참의(戶曹參議)가 되고, 1429년(세종 11년) 1월 3일 황해도 관찰사로 부임하였다. 이때 그는 황해도관찰사로 평산부사를 겸임하였다.
1429년(세종 11년) 7월 5일 예조 참판, 그해 다시 황해도 관찰사로 나갔다. 1430년 2월 13일 체임되고, 우군 동지총제에 임명되었다. 그가 돌아오자 세종대왕은 그에게 황해도의 작년 농사 상태를 질문, 보고받았다. 황해도 관찰사 재직 당시 비가 내리도록 기도했다 하여 세종대왕에게 말 한필을 상으로 하사받았다.
그해 8월 10일 동지총제(同知摠制)로서 호조에서 중외(中外)에 발표한 공법(貢法)이 가능한가, 불가한가를 논의하는데 참여했다. 그해 9월 10일 호조 참판, 음력 윤 12월 3일 형조 참판이 되었다. 윤 12월 9일 형조참판으로 가례색 제조(嘉禮色提調)의 한 사람에 선발되어 경상좌도(慶尙左道)에 파견되었다.
1431년 알타리(斡朶里) 도독 첨사(都督僉事) 동맹가첩목아(童猛哥帖木兒)가 보낸 천호(千戶) 막고대(莫古大) 등이 도골올적합(都骨兀狄哈) 1백여 명이 국경지대 하이(下伊)에 사는 올량합(兀良哈) 자읍동개(者邑同介) 등이 자신들이 변방을 약탈하려 하면 이를 조선 조정에 보고한다는 이유로 습격, 11명을 사살하고 17명을 납치한 일을 보고한 것과 제주 동남 감목관(濟州東南監牧官) 고준(高俊)이 역을 피해서 제주도로 피신한 향리(鄕里)·관노(官奴)·역자(驛子)와 공사 천례(公私賤隷)·제색 장인(諸色匠人)·진척(津尺)·염간(鹽干) 등을 육지로 소환하는 일, 양인이 되려는 종 해심(海心)이 주인 김사청(金士淸)이 능 안의 나무를 벤 일을 신고한 것 등을 논의하였다.
1431년(세종 13년) 5월 15일 평안도 감사 조종생(趙從生)이 파면되고, 그가 평안도 감사로 임명되었다. 형조참판 재직 당시 형조의 결안 처리 잘못을 이유로 그해 6월 13일 사헌부대사헌 신개(申槪)의 탄핵을 받았으나 세종대왕이 이를 무마시켰다. 평안도 감사 재직 중 해청(海靑)을 사로잡는데 기여하여 그해 10월 22일 세종대왕이 의복 1벌을 하사하였다. 1433년(세종 15년) 1월 18일 의정부·육조 판서·삼군 도진무의 회합 때, 그가 여연 등 변경을 순찰하지 않는 것을 지적당했다. 1월 20일 연변(沿邊)의 성보(城堡)를 검찰(檢察)하여 수리하지 않아서 도적이 들어와 침범하게 했다 하여 의금부의 탄핵을 받고 추국당했다.
1433년(세종 15년) 2월 15일 평안도에 도적이 약탈한 책임을 물어 전라북도 함열(咸悅)로 귀양갔다.
그뒤 풀려나, 1434년(세종 16년) 동지중추원사(同知中樞院事)에 임명되고,
1434년(세종 16년) 6월 30일 처숙모 변씨(邊氏)의 처소에서 노비 문계를 인수받았으나 잃어버린 일로 처숙모 변씨가 그를 고소, 그도 처숙모 변씨를 맞고소한 일로 형조의 탄핵을 받았다. 이때 세종대왕은 공신의 적자라 하여 쉽게 단안을 내리지 못하고, 황희, 최윤덕과 상의한 끝에 그를 추국하였다. 세종대왕은 그가 본래부터 광망(狂妄)하고 근래에 병을 얻었으나, 그러나, 공신의 적장자(嫡長)이라 오랫동안 산직(散職)으로 둘 수 없으므로 들어서 감사(監司)로 삼았는데, 일찍이 이런 죄가 있는 줄을 알았더라면 내가 서용(敍用)하지도 않았을 것이라 하였다. 그해 7월 2일 변이(邊頤)와 함께 노비 문권(文券)을 위조한 일을 실토하지 않은 죄로 외방(付處)에 부처를 명받았다. 그해 7월 24일 석방되었다.
1435년(세종 17년) 7월 20일 경상도 도관찰사(都觀察使)에 임명되고, 7월 27일에는 그가 평안도 관찰사 재직 당시 평안도의 토관(土官)은 천호(千戶)는 나장(螺匠) 2명을 거느렸고, 백호(百戶)는 체임(遞任)한 후에 차첩(差貼)을 회수하지 않는 것이 격례(格例)인데, 그가 감사(監司)로 임명되었을 때는 천호는 거느린 나장(螺匠)을 없애 버리고, 백호는 체임(遞壬)하자 곧 차첩(差貼)을 회수한 일을 세종대왕이 알고 최윤덕에게 대신 보고하게 하였다.
1436년(세종 18년) 1월 성주(星州) 사람 박두성(朴斗星)이 해청(海靑) 1연(連)을 잡자, 이를 그대로 조정에 진상하였다. 그 공로로 세종대왕이 박규와 박두성에게 의복을 각각 한 벌을 하사했고, 박두성은 특별히 의복·갓과 면포 15필을 선물로 받았다.
7월 8일에는 흉년 구제를 위해 새로 임명된 수령들을 배려할 것을 상소하였다. 그는 "지금 흉년을 만나서 흉년 구제하는 일이 급하오니, 새로 임명된 수령(守令)은 아직 해유(解由)를 그만두고 역마(驛馬)를 주어 보내시고, 그 처자(妻子)들은 올 가을을 기다려 임소(任所)에 가게 하소서."라 하였다.
1436년(세종 18년) 9월 더위병(暑症)으로 사직을 청하였으나, 세종대왕이 사직을 윤허하지 않고 오히려 위로하는 글을 보냈다. 그러나 병이 계속되어 그는 계속 사직 상소를 올렸다. 그해 11월 2일 병이 위중함이 인정되어 사직이 수리되고, 이조참판 민의생을 대신 내려보냈다. 1437년(세종 19년) 4월 12일에 더위병으로 사망, 세종대왕이 명을 내려 치부(致賻)와 치조(致弔)하게 했다.

### 사후
경기도 파주군 칠정면(七井面) 적곤리(迪昆里, 현.파주시 문산읍 당동리 57-1) 건좌에 매장되었다. 이후 경기도 파주군 문산에는 그의 후손들이 20세기까지도 집성촌으로 세거하였다.
그의 묘 위에 아버지 박은의 묘, 그의 묘 아래로는 아내 원주 변씨 묘, 그 아래에는 박홍기의 묘 등이 있다. 1422년 양주군 중랑포에 매장된 그의 아버지 박은 내외의 묘소가 뒤에 이장되어 그의 묘소 위쪽에 조성되었다. 그의 일가 묘역은 파주시 향토유적 제25호로 지정되었다.

## 가족 관계
- 할아버지 : 박상충
- 아버지 : 박은( 1370년 ~ 1422년)
- 어머니 : 장흥주씨, 주언방의 딸
- 부인 : 원주변씨(原州邊氏),
  - 아들 : 박병문(朴秉文)
  - 아들 : 박병균(朴秉鈞)
  - 아들 : 박병중(朴秉中)
  - 아들 : 박병덕(朴秉德)
  - 딸 : 반남박씨, 주부(主簿) 민뇌(閔磊)의 처
  - 딸 : 반남박씨, 군수(郡守) 우성(禹晟)의 처
  - 딸 : 반남박씨, 양양군(襄陽君) 임자번(林自蕃)의 처
  - 딸 : 반남박씨, 군수(郡守) 최연명(崔延明)의 처
  - 딸 : 반남박씨, 전부(典簿) 허형(許?)의 처

## 같이 보기
- 박은

## 참고 문헌
- 『청선고(淸選考)』(한국학중앙연구원 장서각[K2-603])
- 『평산부선생안(平山府先生案)』(국립중앙도서관[古2517-294])